# アレックス・カルボネイ
アレックス・カルボネイ・バジェス（Álex Carbonell Vallés、1997年9月15日 - ）は、スペイン・カタルーニャ州バルセロナ県サン・クガ・ダル・バリェス出身のサッカー選手。アルメレ・シティFC所属。ポジションはMF。

## クラブ経歴
スペインのサン・クガ・ダル・バリェスで生まれ、2003年、6歳の時ラ・マシアに加入した。2011年にクラブを去り、UEコルネジャへと移ったが、2013年に復帰している。
2015年8月29日、ユース生ではあったがリザーブチームに召集され、CFポブラ・デ・マフメト戦でシニアデビューを果たした。11月21日に正式にリザーブチームへと昇格し、5年契約を交わした。
2016年11月30日、コパ・デル・レイのエルクレスCF戦でトップページデビューを飾った。翌年の7月27日、CFレウス・デポルティウに移籍した。
レウス退団後の2019年1月31日、コルドバCFと2018-19シーズン終了までの短期契約を結んだ。
2019年3月、バレンシアCFと仮契約を結びバレンシアBと2019-20シーズン一杯での契約を取り決めた。7月9日、自身初の海外移籍の場としてエールディヴィジのフォルトゥナ・シッタートを選択し、オールシーズンのレンタルで移籍した。
2022年7月14日、古巣であるFCバルセロナBに1年契約で加入した。
2023年7月13日、SDアモレビエタに移籍した。
2024年6月26日、アルメレ・シティFCに移籍した。

## タイトル
バルセロナ
- コパ・デル・レイ : 1回 (2016-17)

FCルツェルン
- スイス・カップ : 1回 (2020-21)